# محمد سعيد رسلان
محمد سعيد رسلان والمكنى بأبي عبد الله، ولد في 23 نوفمبر 1955

 بقرية سبك الأحد مركز أشمون، بمحافظة المنوفية، بمصر، من علماء الحديث وينتمي إلى أهل السنة والجماعة، ويشير خصومه إلى ميله لرؤى محمد أمان الجامي وبعثه لأدبيات الطاعة الجامية، حيث اشتهر بتأييده للحكام العرب، ومعارضته لثورات الربيع العربي، واعتبارها خروجاً على الحاكم، كما وصف المشاركين في اعتصامي رابعة العدوية والنهضة بالبغاة الخارجين على الحاكم.

## دراساته
- في عام 1998، حاصل على بكالوريوس الطب والجراحة من جامعة الأزهر.
- في عام 1999، حاصل على ليسانس الأداب قسم اللغة العربية شعبة الدراسات الإسلامية.
- في عام 2004، حاصل على درجة الماجستير في علم الحديث بتقدير امتياز مع مرتبة الشرف الأولى عن بحث في «ضوابط الرواية عند المُحدِّثين».
- في عام 2005، حاصل على الدكتوراه في علم الحديث بتقدير امتياز مع مرتبة الشرف الأولى في بحث عن «الرواة المُبدَّعون من رجال الكتب الستة».
- في عام 2006، معه إجازة في أربعين حديث نبوي بسنده مسماة «الأربعين البُلدَانِيَّة».[1]

## عمله الدعوي
يقوم بإلقاء خطبة الجمعة والدروس في:
- المسجد الشرقي، بقرية سبك الأحد مركز أشمون.
- يقوم بالإشراف على معهد الفرقان بسبك الأحد.

## منعه من الخطابة والتدريس
قررت وزارة الأوقاف في يوم الأربعاء 19 سبتمبر 2018 إلغاء تصريح محمد سعيد رسلان ومنعه من صعود المنبر أو إلقاء أي دروس دينية بالمساجد لمخالفته تعليمات وزارة الأوقاف المتصلة بشأن خطبة الجمعة. وعاد بعدها بأسبوع للخطابة بعد تعهده بالالتزام التام بتعليمات الأوقاف فيما يتصل بخطبة الجمعة.

## مؤلفاته
له عدد من المؤلفات المنشورة، منها:
| - قناة السويس الجديدة والتوكل على الله - سمات الشخصية الوطنية - فضل العلم وآداب طلبته - حول حياة شيخ الإسلام ابن تيمية - ذم الجهل وبيان قبيح أثره - قراءة وتعليق وتخريج لرسالة شيخ الإسلام ابن تيمية «العبودية» - قراءة وتعليق وتخريج لرسالة شيخ الإسلام ابن تيمية «الأمر بالمعروف والنهي عن المنكر» - عداوة الشيطان - حسن الخُلُق - شأن الكلمة في الإسلام - فضل العربية - آفات العلم | - ضوابط في الرمي بالبدعة. - الشعارات وحدها لا تكفي. - سلسلة: وقفات مع سيد قطب. - سلسلة رسائل العلم النافع. - آداب طالب العلم. - الترهيب من الربا. - ضوابط الكتابة عند المُحدِّثين. - الوضع في الحديث وجهود العلماء في مواجهته. - مراتب طلب العلم وطرق تحصيله. - حقيقة ما يحدث في مصر (في مجلدين يشمل أحداث مصر وما حصل في الفترة الأخيرة). - مجنون ليلى بين الحقيقة والخيال. |

## مواقفه السياسية
يعد محمد سعيد رسلان من أشهر قيادات السلفية الجامية أو المدخلية في مصر، حيث اشتهر بتأييده للحكام العرب، ومعارضته لثورات الربيع العربي، واعتبارها خروج على الحاكم
كما اشتهر بمعاداة حركة الإخوان المسلمين ووصفهم بالخوارج، ومن آرائه في ذلك:
- قام بتأييد انقلاب 2013 في مصر، وأكد أن من بين تولي الحكم هو من غلب بسيفه، وينطبق ذلك على قام به الجيش من عزل محمد مرسي.[2]
- قال أن قتلى فض اعتصامي رابعة العدوية والنهضة من البغاة الخارجين على الحاكم حسب قوله.[2]
- قال أن ما دعت له «الجبهة السلفية» من مظاهرات في 28 نوفمبر 2014، تحت مسمى «انتفاضة الشباب المسلم»، حيث قال إنها من أشكال الخروج على الحاكم، ومن أفعال الخوارج.[6]

## وصلات خارجية
- برنامج رسلان الخير
- الموقع الرسمي للشيخ رسلان
- الشيخ رسلان يوتيوب